# Черіл Гаворт
Черіл Гаворт (англ. Cheryl Haworth, 18 квітня 1983) — американська важкоатлетка.
Бронзова призерка Олімпійських Ігор 2000 року в категорії понад 75 кг, учасниця 2004, 2008 років.
Переможниця Панамериканських ігор 1999 року в категорії понад 75 кг.
Бронзова призерка Чемпіонату світу 2005 року в категорії понад 75 кг.